# Неттесхайм, Хайнрих
Хайнрих Неттесхайм (нем. Heinrich Nettesheim, 22 октября 1915 — 18 октября 2005) — немецкий борец, чемпион Европы. Брат Фердинанда Шмица.

## Биография
Родился в 1915 году в Кёльне. В 1936 году принял участие в Олимпийских играх в Берлине, но стал там на соревнованиях по греко-римской борьбе лишь 14-м. В 1937 году стал чемпионом Европы по вольной борьбе. В 1938 году завоевал серебряную медаль чемпионата Европы по греко-римской борьбе.
В 1952 году принял участие в Олимпийских играх в Хельсинки, где занял 6-е место в соревнованиях по вольной борьбе, и 13-е — в соревнованиях по греко-римской борьбе.